# Шмидт, Георг Фридрих
Гео́рг Фри́дрих Шмидт (нем. Georg Friedrich Schmidt; 24 января 1712, Шёнерлинде близ Берлина — 25 января 1775, Берлин) — немецкий (прусский) рисовальщик пастелью, придворный гравёр прусского короля Фридриха II, один из крупных мастеров репродукционной гравюры эпохи фридерицианского рококо. Гравёр прусского королевского двора (с 1744), с 1742 года академик Королевской Академии живописи и скульптуры в Париже. Работал в России, с 1759 года первый преподаватель гравёрного класса, с 1765 года академик Императорской Академии художеств в Санкт-Петербурге.

## Биография
Георг Фридрих родился в небогатой семье суконщиков, поэтому ему было суждено учиться ткацкому ремеслу. Но мальчик с ранних лет увлекался рисованием. После того, как семья, в которую также входили две сестры художника, переехала из Шёнерлинде, места его рождения, в Берлин, четырнадцатилетнему Георгу Фридриху разрешили посещать бесплатные уроки рисования в Прусской королевской академии искусств. В 1727 году родители отдали сына в трёхлетнее ученичество к гравёру Георгу-Паулю Бушу. Однако, по словам Карла фон Лютцова, настоящим учителем Шмидта был прусский придворный гравёр Иоганн Георг Вольфганг.
С 1730 года молодой художник находился на военной службе в прусской армии, в 1736 году досрочно оставил службу. В академии искусств он познакомился с архитектором Георгом Венцеслаусом фон Кнобельсдорфом, который стал его лучшим другом. Он также подружился с прусским придворным художником и директором академии Антуаном Пэном, который, как и Кнобельсдорф, находился в «близком, личном контакте» с императором Фридрихом. Пэн, приехавший из Франции, предоставил Шмидту рекомендательное письмо к Николa Ланкре. Получив рекомендацию, немецкий гравер в 1736 году отправился в Париж, чтобы совершенствовать гравировальное мастерство.
В Париже Шмидт занимался у Никола IV де Лармессена, сблизился с живописцем Никола Ланкре, И. Г. Вилле и И. М. Прейслером, своими способностями обратил на себя внимание живописца Гиацинта Риго, благодаря которому получил известность, и в 1742 году за портрет Пьера Миньяра (по живописному оригиналу Риго) был принят в члены Королевской академии живописи и скульптуры в Париже.
Прусский король Фридрих II сразу после своего восшествия на престол в 1740 году предоставил художнику ежегодное пособие или «пенсию» в размере 3000 ливров, что позволило Шмидту позволить себе больше свободы в отношении развития своего искусства. Осенью 1744 года, в разгар Второй Силезской войны, Шмидт вернулся в Берлин уже как известный художник, где его радушно встретили Кнобельсдорф и его старые берлинские коллеги.
В Берлине он получил должность придворного гравёра. В октябре 1746 года Шмидт женился на Доротее Луизе Видебандт, дочери директора Русской торговой компании в Берлине, которая принесла с собой большое приданое.
Будучи придворным гравёром, Шмидт получал крупные заказы в Берлине и Потсдаме. Кроме того, ему пришлось иллюстрировать труды Фридриха и установить типографский станок в аптечном крыле Берлинского дворца для их печати. К 1749 году Шмидт создал 80 виньеток и иллюстраций, включая шесть полностраничных гравюр, для первого тома «Ouvres du philosophe de Sans-Souci» («Труды философа из Сан-Суси»).

## Работа в России
В 1757 году Шмидт по контракту сроком на пять лет поступил на русскую службу. После приезда в Санкт-Петербург он сразу же был назначен мастером гравирования портретов при Санкт-Петербургской Академии наук, а потом, когда в 1759 году открылся гравировальный класс при новоучреждённой Академии художеств, был определён в него преподавателем со званием обер-гравёра. Якоб Штелин в «Известиях об изящных художествах в России» отметил, что Шмидт, с самого прибытия в Санкт-Петербург начавший брать один за другим заказы, мало занимался с молодыми русскими гравёрами; тем не менее он успел образовать нескольких искусных учеников, из которых приобрели заслуженную известность Я. Васильев, Е. Виноградов, Ал. Греков, Д. Герасимов, И. Колпаков и высоко даровитый Е. Чемесов. Шмидт первым в России создавал гравюры в сложной технике карандашной манеры.
В 1765 году, когда Шмидта уже не было в России, его заочно избрали членом Императорской Академии художеств. В 1762 году Шмидт возвратился в Берлин. С той поры он гравировал преимущественно не резцом, а офортом и сухой иглой в манере Рембрандта.
Из его школы в Берлине вышло несколько прекрасных гравёров, в том числе Николя Фике, Альбрехт Бек и Даниэль Бергер.

## Оценки творчества
Гравюры Шмидта резцом на меди считаются «самыми качественными образцами рококо Фридриха». Можно задокументировать более двухсот подписанных резцовых гравюр и офортов, а также небольшое количество картин маслом и рисунков пастелью.
Однако не всегда ясно, какие именно гравюры выполнены самим Шмидтом. Это относится, в частности, к иллюстрациям, созданным для Лармессена по оригиналам Николa Ланкре в издании басен Жана де Лафонтена, опубликованном в Париже в 1743 году, а также к гравюрам, заказанным Мишелем Одьевром (1687—1756) и опубликованным в «Portraits des personnages illustres de l’un et l’autre sexe» (Париж, 1735—1745).
Пауль Кристеллер писал о Шмидте, что в своем гравёрном искусстве он следовал не «живописному направлению гравёров картин Ватто», к которому «его могли привести его учитель и его ранние модели, а строго линейному стилю, который характерен для мастерской техники Эделинка». Его работа штрихом, как правило, намного тоньше и изящнее, чем у почти всех французских гравёров. Тем не менее, Шмидт сохраняет гораздо большую свободу и широту тонов. «Он всегда обладает вкусом и не теряет энтузиазма в своей работе, даже сталкиваясь с величайшим техническим испытанием терпения. Таким образом, его портреты прекрасно сохраняют жизненность и красочное очарование оригиналов». По словам Кристеллера, его самыми блестящими достижениями были «работы его парижских лет». Карл Верманн аналогичным образом комментирует качество искусства Шмидта: «С его портретной гравюрой художника Миньяра он достиг высочайшего уровня в Париже в 1744 году в достижении живописных материальных эффектов» посредством «твёрдо установленной регулярности слоев мазков». Он умел «неподражаемо воспроизводить различный блеск мерцающего шёлка и мерцающего льняного полотна».
Для многих портретов и изображений библейской истории образцами Шмидту служили офорты Рембрандта. Всех досок, награвированных Шмидтом, насчитывается около трёхсот; девятнадцать из этих гравюр выполнены в России. Особенно замечательным мастером он является в своих портретных работах, из которых наилучшими могут считаться портреты графа д’Эвриё, живописца П. Миньяра и архиепископа Камбре Шарля де Сан Альбен, Г. Риго, князя Христиана Августа Ангальт-Цербского, художника Антуана Пэна и аббата Прево, баронессы Грапендорф, князя Миклоша Эстерхази, императрицы Елизаветы Петровны и графа К. Разумовского, художника Луи Токке, матери Рембрандта Корнелии, Ф. Альгаротти, Ш. Парроселя, Г.-Ф. Генделя и самого художника. По части выполнения аксессуаров в портретах у него не было соперников. Кроме портретов, он награвировал много бытовых, галантных сцен, исторических сюжетов, копий с офортов Рембрандта и несколько пейзажей.
При жизни Шмидт удостоился больших почестей; он считался одним из лучших в своей области в XVIII веке, но ему было отказано в посмертной славе. Его произведения так и не стали известны широкой публике. Сочинения Фридриха Великого с иллюстрациями Шмидта выходили лишь небольшими тиражами, пока Адольф фон Менцель не сменил его в качестве иллюстратора массовых изданий в XIX и XX веках. Портреты именитых и богатых заказчиков оставались во владении их семей, в то время как другие гравюры вышли из моды и вскоре стали интересны только коллекционерам произведений искусства. Однако бесспорной является роль Шмидта как важного «художественного посредника между Западной Европой и Россией».
В 2017 году в Санкт-Петербургском Эрмитаже состоялась выставка, посвящённая творчеству Г. Ф. Шмидта.

## Галерея

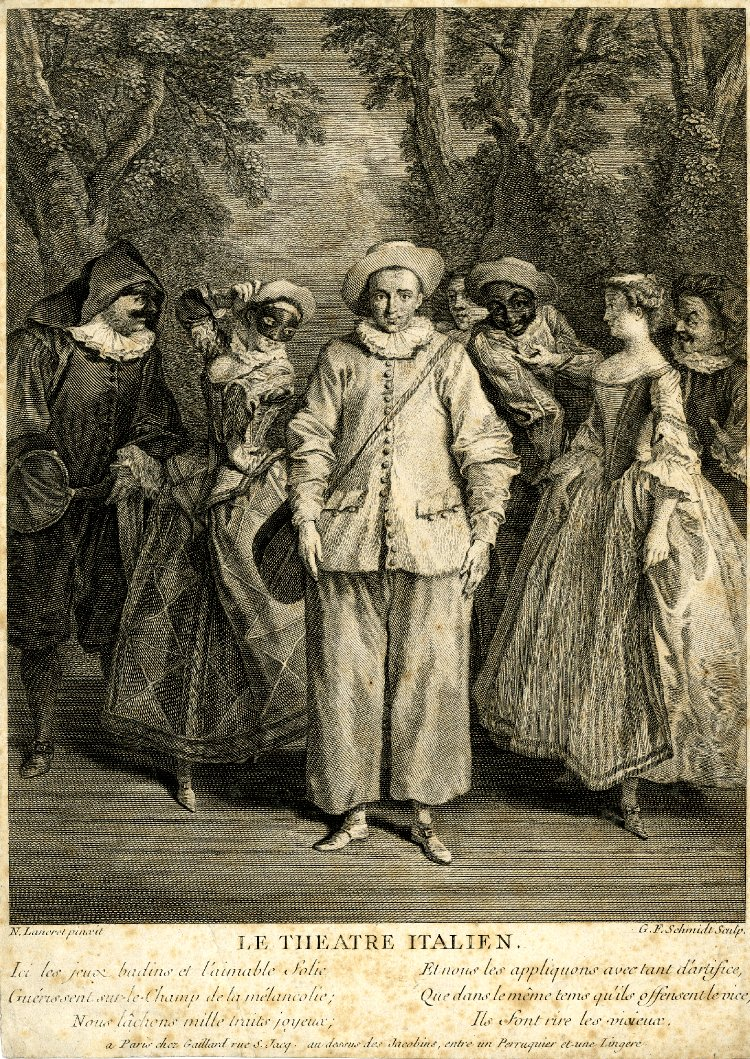
Итальянский театр. По живописному оригиналу Н. Ланкре. Ок. 1736. Резец, офорт
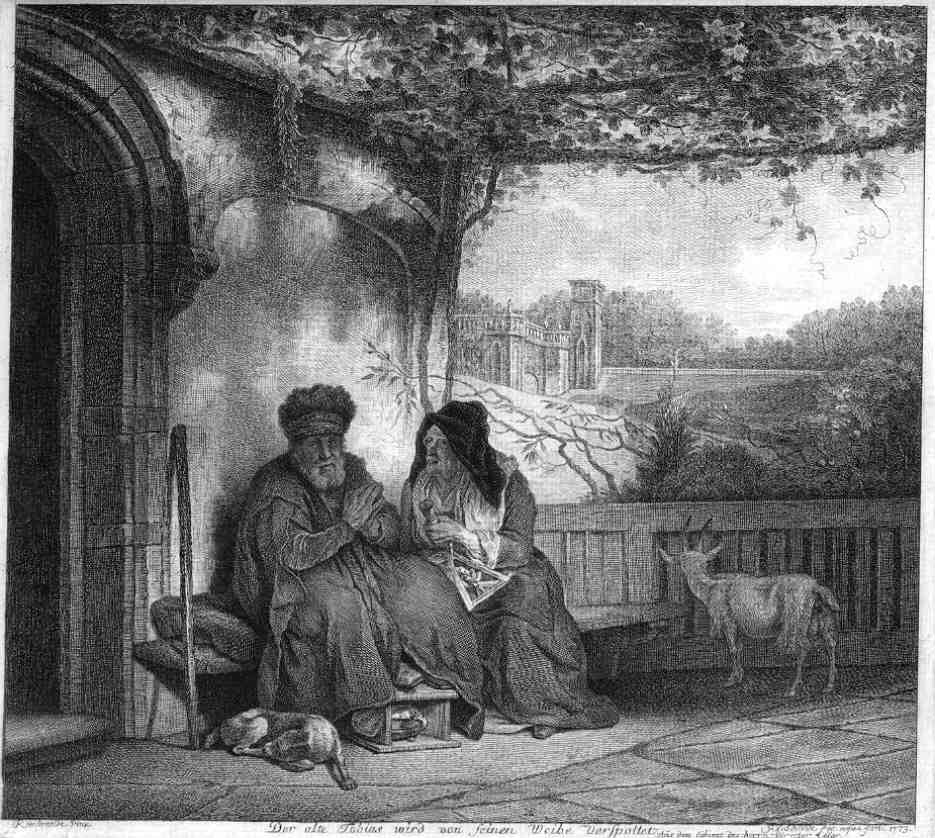
Насмешка над старым Товием. По офорту Рембрандта
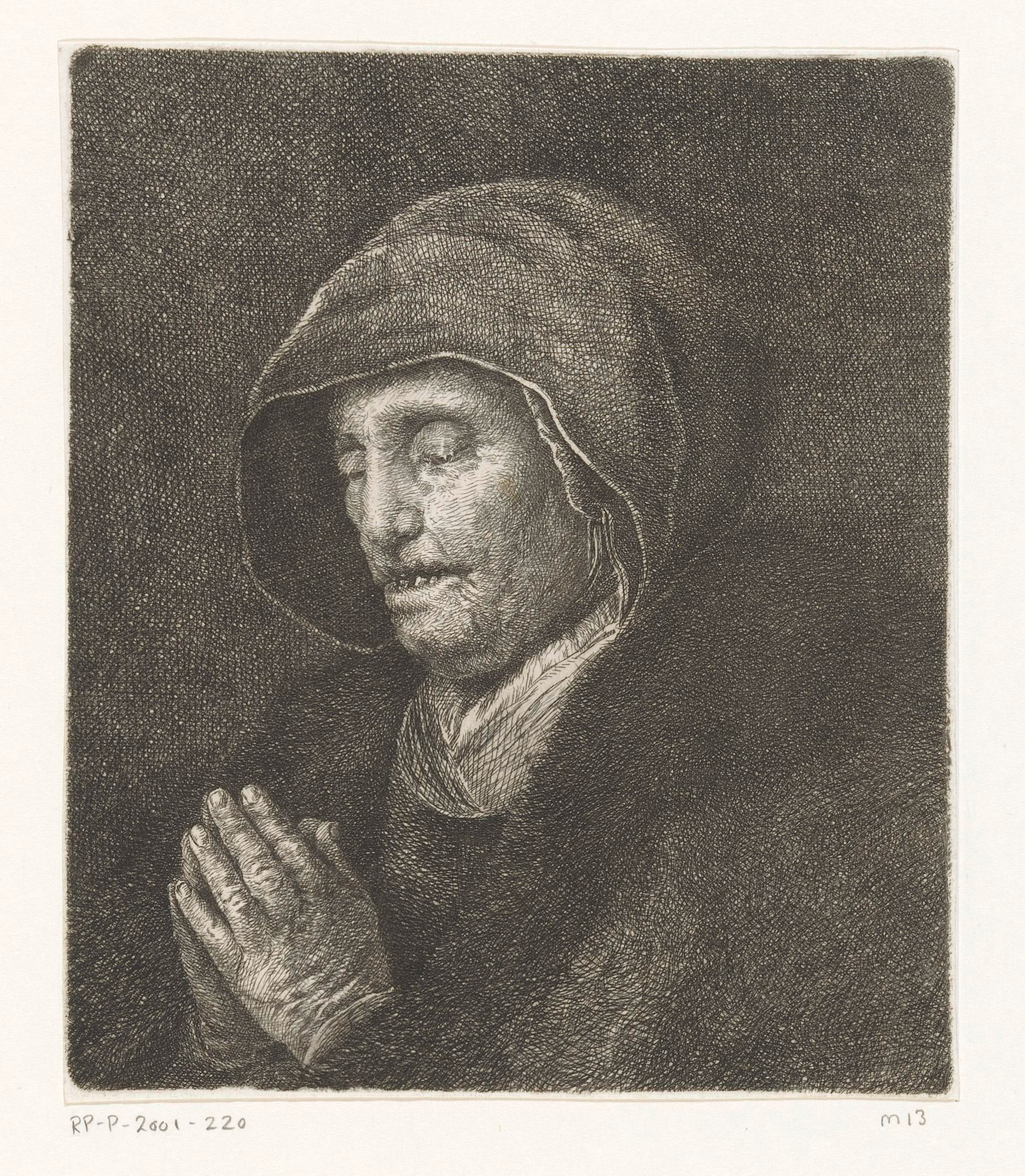
Молящаяся старушка (Мать Рембрандта). Офорт
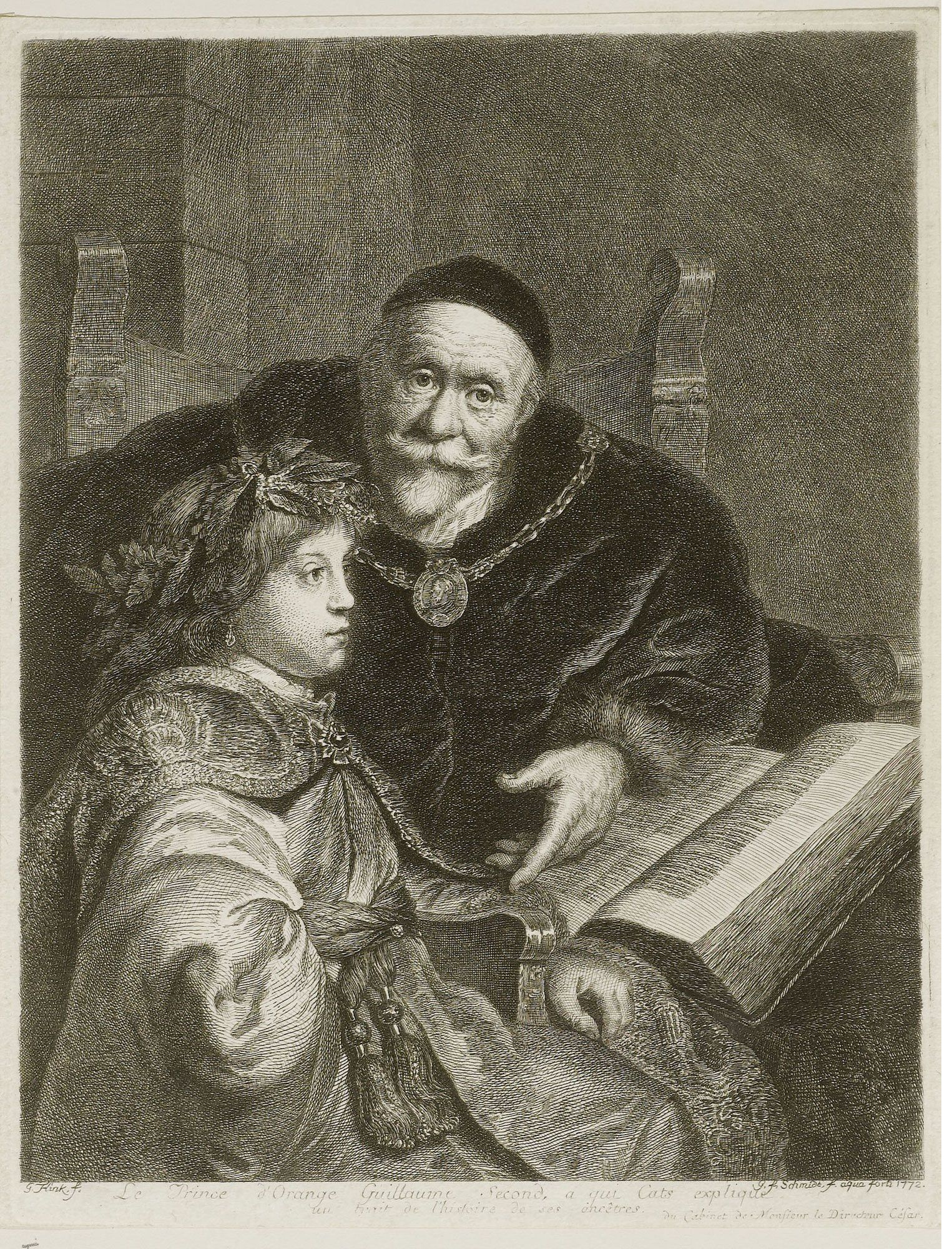
Вильгельм II Оранский со своим учителем Якобом Кэтсом. 1772. Офорт, резец
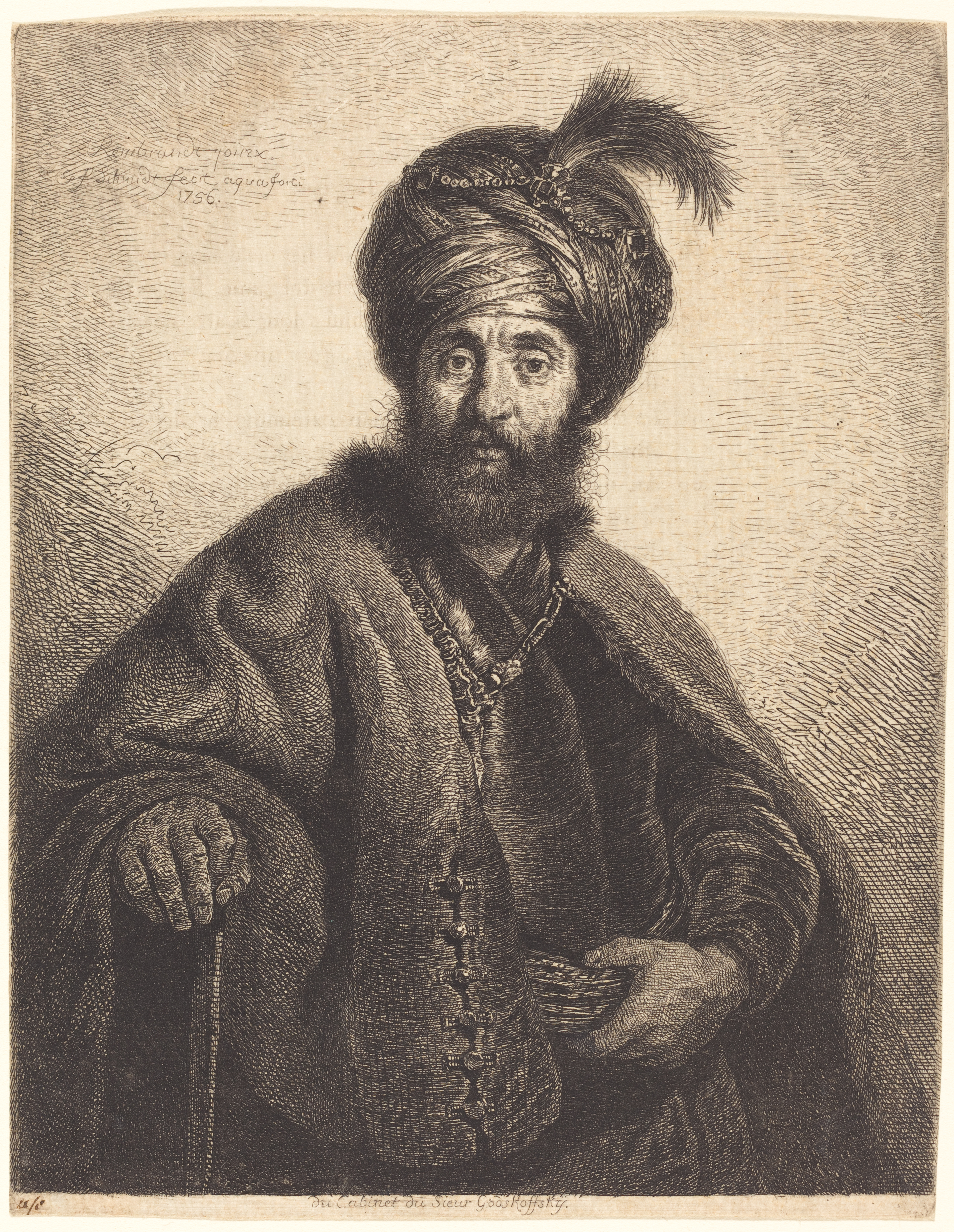
Перс. По картине Рембрандта. Офорт, сухая игла
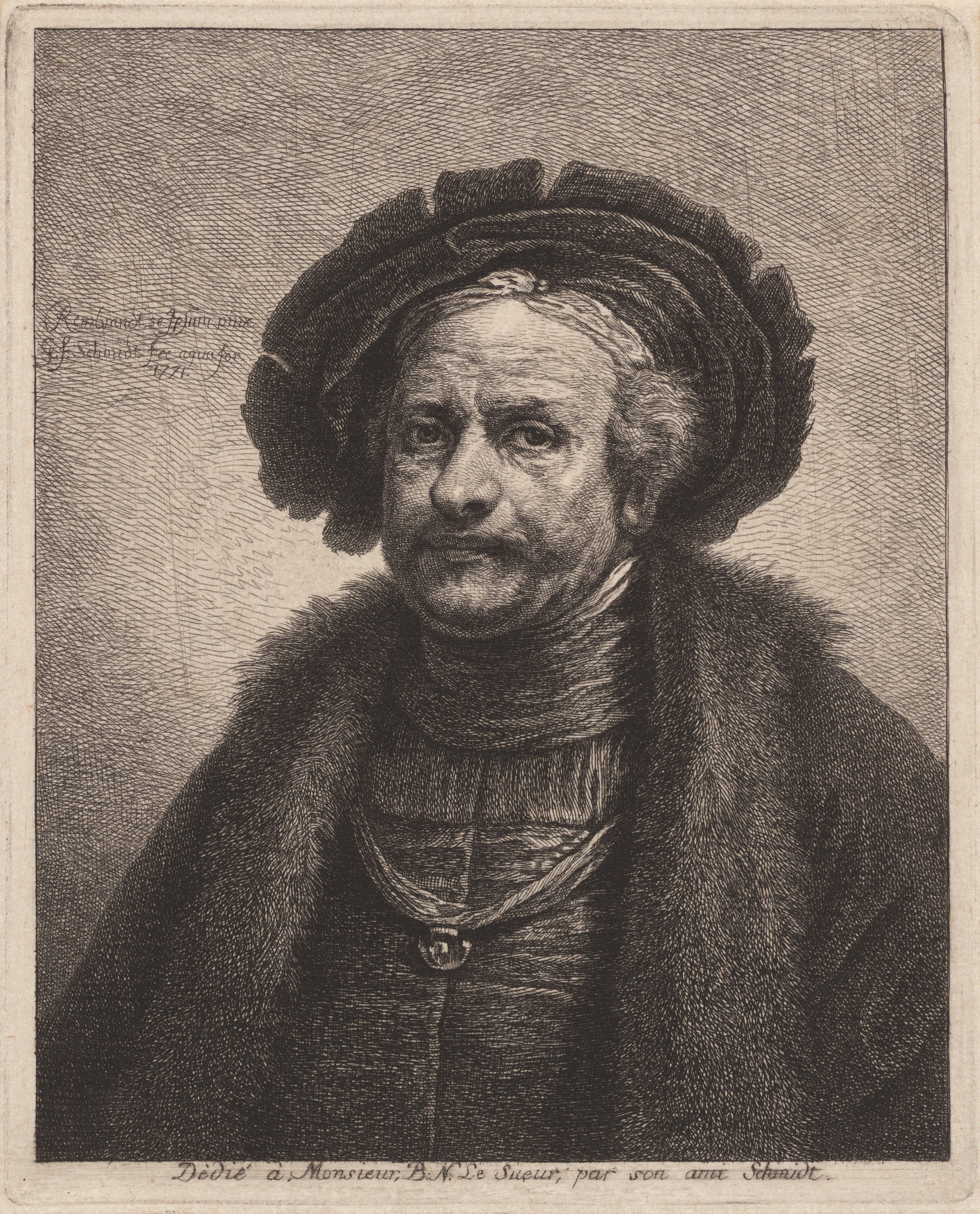
Рембрандт. По автопортрету Рембрандта. 1771. Офорт
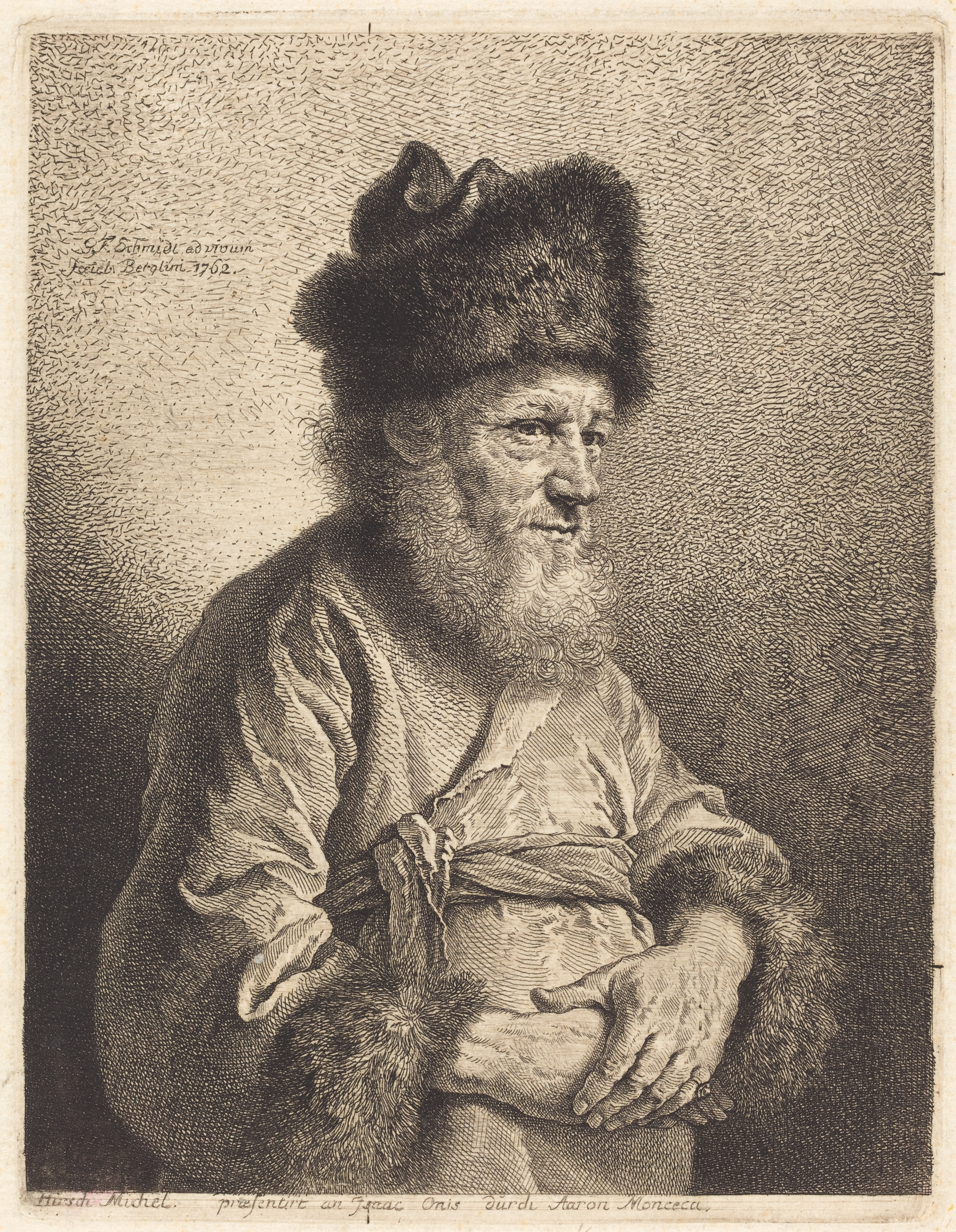
Хирш Михель. 1762. Офорт, сухая игла
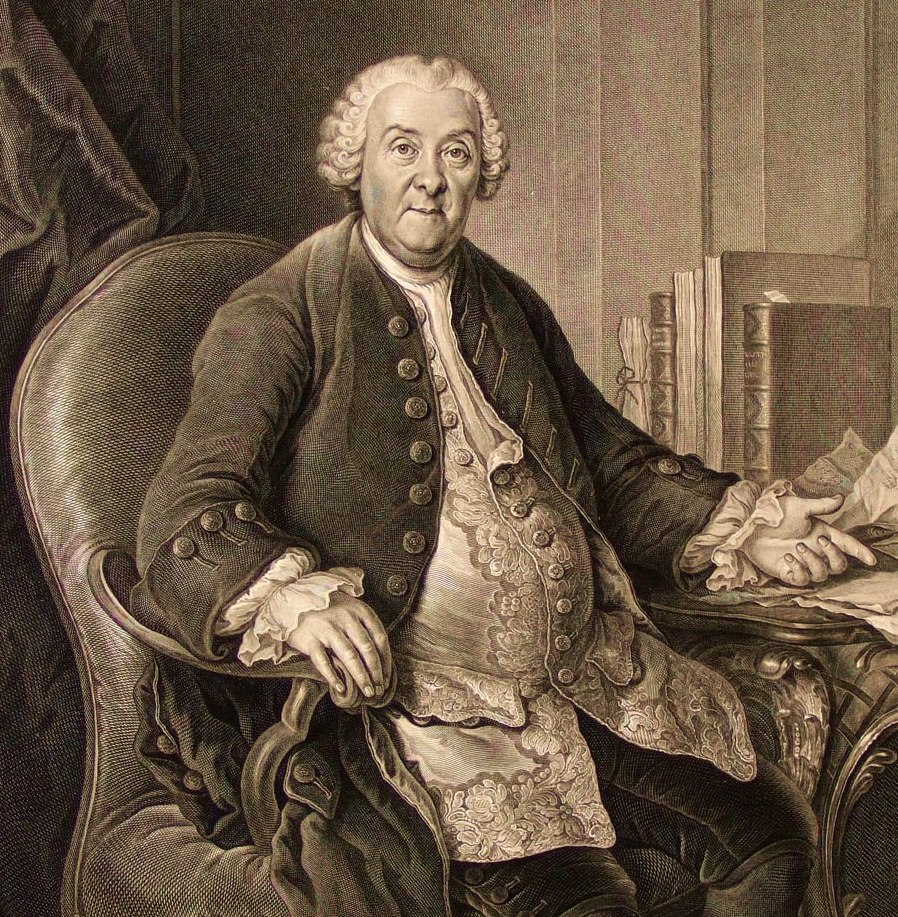
Давид Шплитгербер. По живописному оригиналу И. М. Фальбе. 1766. Офорт, резец
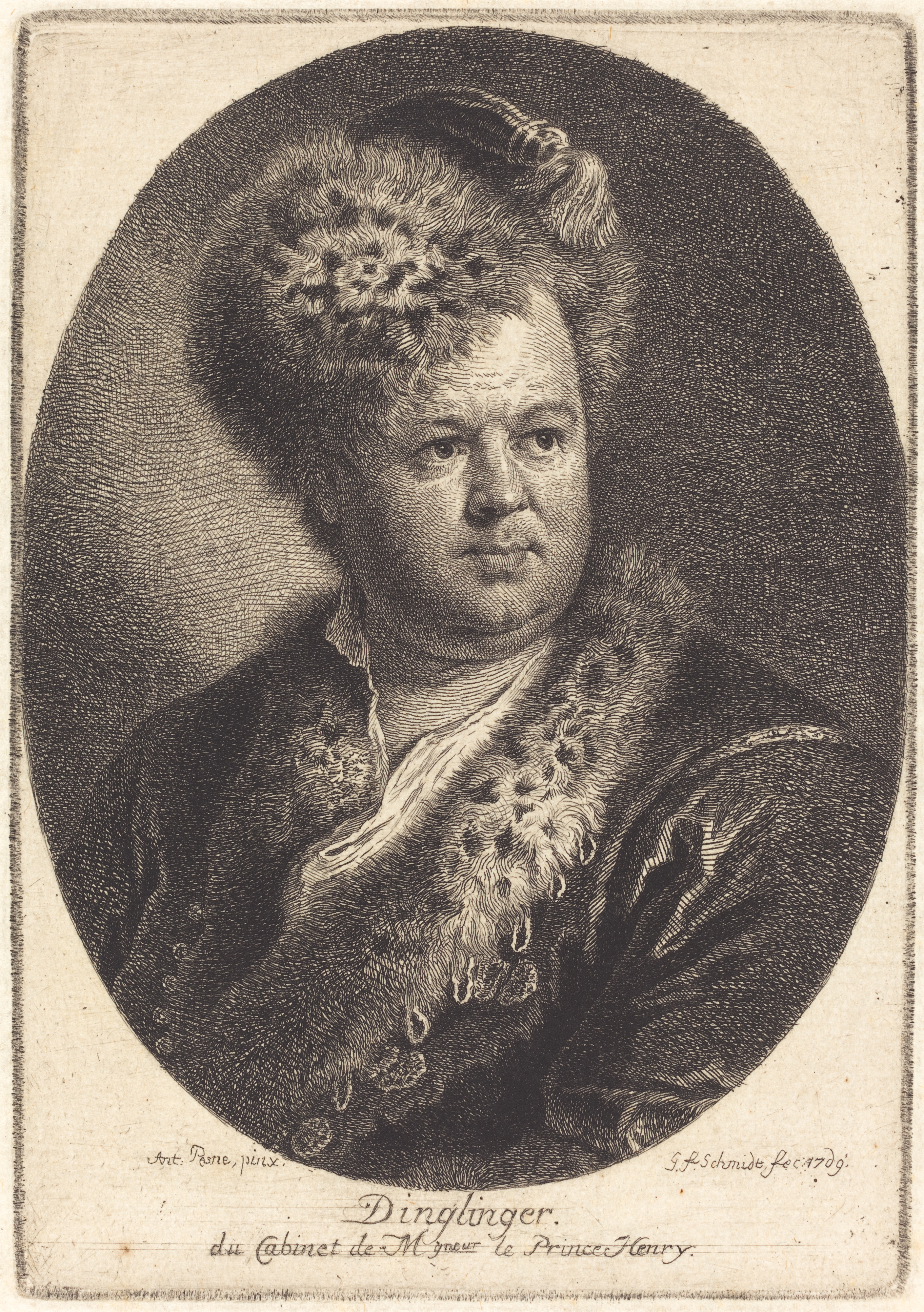
И. М. Динглингер. По оригиналу А. Пэна. 1769. Офорт
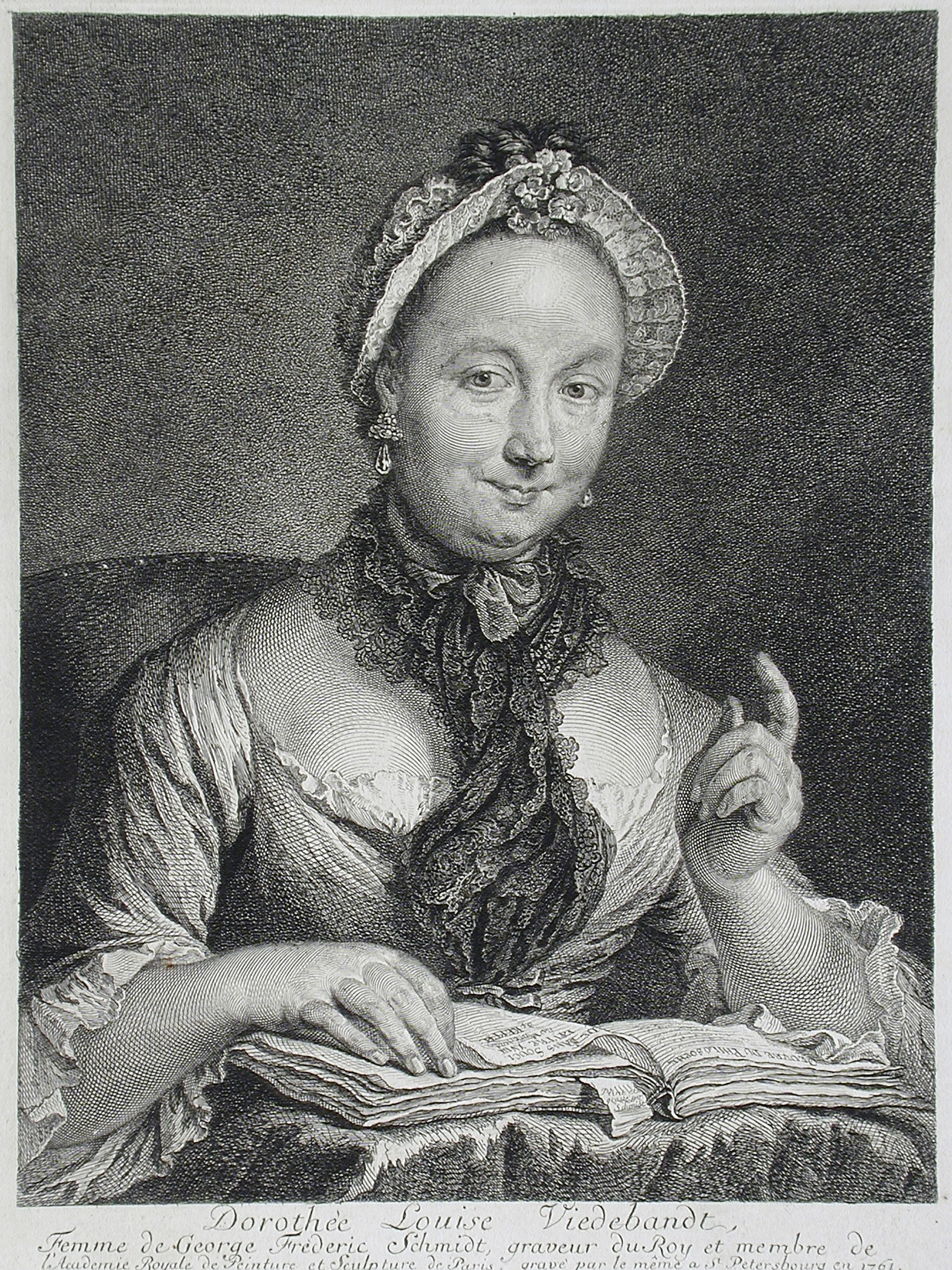
Доротея Луиза Видебандт-Шмидт. Жена художника. 1761. Офорт, резец
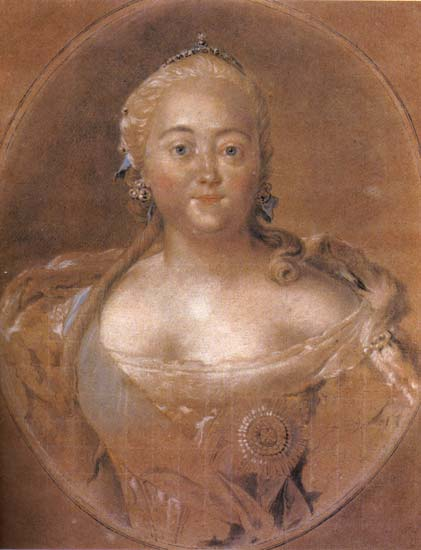
Портрет императрицы Елизаветы Петровны. По оригиналу Л. Токке. Между 1761 и 1762. Бумага, пастель. Государственная Третьяковская галерея, Москва
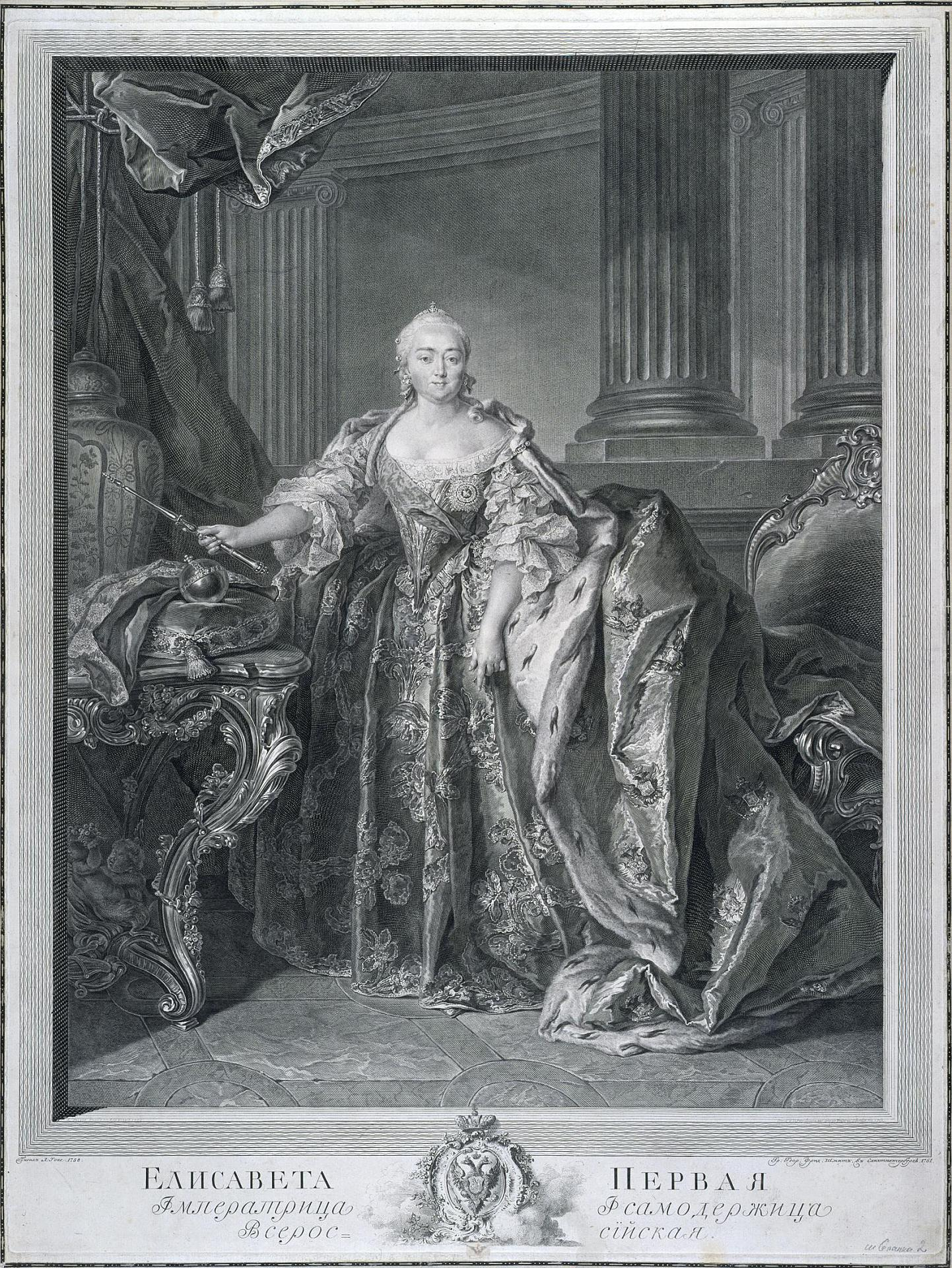
Портрет императрицы Елизаветы Петровны. По оригиналу Л. Токке. 1761. Государственный Эрмитаж, Санкт-Петербург
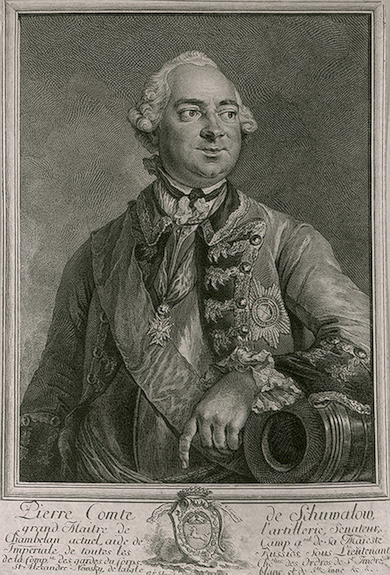
Портрет графа Петра Ивановича Шувалова. Офорт